# Galambos Attila
Galambos Attila (Zalaegerszeg, 1970. április 19. –) magyar dalszövegíró, drámaíró, műfordító, korábban színész.

## Életpályája
Középiskolai tanulmányait 1984–1988 között a zalaegerszegi Ságvári Endre Gimnáziumban (jelenlegi nevén: Kölcsey Ferenc Gimnázium) végezte. Gimnáziumi tanulmányai alatt kezdett el színházzal foglalkozni. Tagja volt egy középiskolai amatőr színtársulatnak, amely 1988-ban felvette a Zalaegerszegi Stúdium Színház nevet. Két évig a Zalaegerszegi Hevesi Sándor Színház stúdiójának tagja volt. 1990-től a Színház- és Filmművészeti Főiskolán tanult, ahol színész szakon diplomázott 1994-ben. 1997–2000 között a Budapesti Kamaraszínház tagja volt. 2001–2017 között szabadúszó szerzőként dolgozott. 2017–2018 között a Budapesti Operettszínház művészeti tanácsának tagja volt. 2021-től a Kecskeméti Katona József Nemzeti Színház irodalmi vezetője.
Rendszeresen fordít prózai színdarabokat (Christopher Hampton: Jung a díványon, Shelagh Delaney: Egy csepp méz, Peter Quilter: Mennyei!, Agatha Christie: Tíz kicsi néger), dalszöveg (esetenként szövegkönyv-) fordítóként pedig számos musical hazai bemutatójánál segédkezett (Funny Girl, Kánkán, Az operaház fantomja, Rómeó és Júlia, József és a színes szélesvásznú álomkabát, Producerek, Édeskettes hármasban, Mi jöhet még?, Hello, Dolly!, Vadregény - Into the Woods).
Szerzőként 2006-ban a soproni Petőfi Színházban jelentkezett a Casting című musical dalszövegeivel (zene: Kemény Gábor). Ezt követte a Covershow (zene: Varga Bálint), majd 2008 tavaszán a Martin Sherman darabjából írt Isadora (zene: Arany Tamás). A Színház- és Filmművészeti Egyetem felkérésére dalszövegeket írt a Who the f**k is Lady Domina? című előadáshoz (zene: Bella Máté). Ezt a darabot Suda Balázs rendezésében Better Than Sex címmel egy hónapig játszotta a londoni Courtyard Theatre. 2010-ben szerzőtársaival, Szente Vajkkal és Bolba Tamással első helyezést ért el a Madách Színház musicalpályázatán. Csoportterápia című darabjukat a színház 2011 nyarán mutatta be. Dalszövegei hallhatóak többek között az Operaház fantomja, a Producerek, a Rómeó és Júlia eredeti magyar szereposztással készült felvételein, Mahó Andrea, Serbán Attila, Kentaur, Vásáry André lemezein és Szinetár Dóra – Bereczki Zoltán Duett albumain. 2013-ban a Polyák Lilla számra írt Valami más című dala a középdöntőig jutott A Dal második évadjában, rá egy évre a Fool Moonnak írt dal, az It Can’t Be Over pedig még sikeresebbnek bizonyult.

## Munkássága

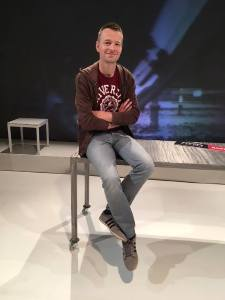
Az Igazságtalanság című előadás írójaként a vele készült interjún a Bartók Kamaraszínházban

| Darab                                 | Színház                                  | Bemutató             | Hozzájárulás               | Forrás        |
| ------------------------------------- | ---------------------------------------- | -------------------- | -------------------------- | ------------- |
| A Broadway harangja                   | Komédium Színház                         | 1994. március 26.    | dalszöveg                  | [ 10 ]        |
| Oidipusz                              | Vígszínház                               | 1994. április 8.     | társzeneszerző             | [ 11 ]        |
| Yerma                                 | Katona József Színház                    | 1997. február 14.    | zeneszerző                 | [ 11 ]        |
| Világbüfé                             | ?                                        | 1999.                | zeneszerző                 | [ 11 ]        |
| Hagymácska története                  | RS9 Színház                              | 1999. május 23.      | dalszöveg                  | [ 12 ]        |
| Casting                               | Soproni Petőfi Színház                   | 2006. február 4.     | dalszöveg                  | [ 13 ]        |
| Covershow                             | Belvárosi Színház                        | 2007. január 6.      | dalszöveg, színész         | [ 14 ]        |
| Kurt Weill Cabaret                    | Madách Színház                           | 2007. február 2.     | szerkesztő                 | [ 15 ]        |
| Isadora                               | Pinceszínház                             | 2008. március 8.     | szerző, rendező, dalszöveg | [ 16 ]        |
| Who The F**k is Lady Domina?          | Színház- és Filmművészeti Egyetem        | 2009. április 24.    | dalszöveg                  | [ 17 ]        |
| Csoportterápia                        | Madách Színház                           | 2011. június 9.      | szerző, dalszöveg          | [ 18 ]        |
| Winnetou                              | Kecskeméti Katona József Nemzeti Színház | 2011. november 9.    | dalszöveg                  | [ 19 ]        |
| Úgy élj, mint a szél                  | Madách Színház                           | 2012. március 2.     | szerkesztő, rendező        | [ 20 ]        |
| A kappan, a csirke és a marabu        | Rózsavölgyi Szalon                       | 2012. december 29.   | szerkesztő                 | [ 22 ]        |
| Poligamy                              | Madách Színház                           | 2013. október 26.    | szerző, dalszöveg          | [ 22 ]        |
| Csoportterápia                        | Győri Nemzeti Színház                    | 2014. február 15.    | szerző, dalszöveg          | [ 24 ]        |
| Csoportterápia                        | Hevesi Sándor Színház                    | 2014. március 14.    | szerző, dalszöveg          | [ 25 ]        |
| Csoportterápia                        | Kecskeméti Katona József Színház         | 2015. január 9.      | szerző, dalszöveg          | [ 26 ]        |
| Gladiátor                             | Nemzeti Lovas Színház                    | 2015. november 28.   | szerző                     | [ 27 ] [ 28 ] |
| Igazságtalanság - Az utolsó szó jogán | Bartók Kamaraszínház                     | 2016. október 23.    | szerző                     | [ 9 ] [ 29 ]  |
| Meseautó                              | Madách Színház                           | 2016. november 18.   | szerző, dalszöveg          | [ 31 ]        |
| Puskás, a musical                     | Erkel Színház                            | 2020. augusztus 20.  | dalszöveg                  | [ 33 ]        |
| Frida Kahlo                           | Bartók Kamaraszínház                     | 2018. május 19.      | szerző                     | [ 34 ]        |
| A pápanő                              | József Attila Színház                    | 2018. szeptember 29. | dalszöveg                  | [ 35 ]        |
| A beszélő köntös                      | Kecskeméti Katona József Színház         | 2018. október 5.     | szerző, dalszöveg          | [ 36 ]        |
| A fűszerbanya átka                    | Tomcsa Sándor Színház, Székelyudvarhely  | 2018. október 10.    | szerző                     | [ 37 ]        |
| Twist Olivér                          | Bartók Kamaraszínház                     | 2019. február 1.     | dalszöveg                  | [ 38 ]        |
| A Pendragon-legenda                   | Budapesti Operettszínház                 | 2019. május 11.      | szerző                     | [ 39 ]        |
| Macskafogó                            | József Attila Színház                    | 2019. szeptember 28. | szerző, dalszöveg          | [ 40 ]        |
| A dominógyilkosság                    | Játékszín                                | 2021. június 4.      | szerző                     | [ 41 ]        |
| A csengő                              | Kecskeméti Katona József Nemzeti Színház | 2021. július 23.     | átdolgozás                 | [ 42 ]        |
| Kőszívű: Musical                      | Kecskeméti Katona József Nemzeti Színház | 2022. október 7.     | szerző                     | [ 43 ]        |
| Luxemburg grófja                      | Kecskeméti Katona József Nemzeti Színház | 2023. május. 5.      | szerző                     | [ 44 ]        |
| Gengszterpop / Bonnie és Clyde        | Orfeum                                   | 2023. november 28.   | szerző                     | [ 45 ]        |
| A lovakat lelövik, ugye?              | József Attila Színház                    | 2024. december 7.    | szerző                     | [ 46 ]        |

### Fordítások
| Darab                                     | Eredeti mű                                   | Színház                                             | Bemutató             | Rendező                        | Forrás                  |
| ----------------------------------------- | -------------------------------------------- | --------------------------------------------------- | -------------------- | ------------------------------ | ----------------------- |
| Nebáncsvirág                              | Mam'zelle Nitouche                           | Ódry Színpad                                        | 1996. október 18.    | Léner Péter                    | [ 47 ]                  |
| Marlene                                   | Marlene                                      | Budapesti Kamaraszínház                             | 2000. február 12.    | Szegvári Menyhért              | [ 48 ]                  |
| Funny Girl                                | Funny Girl                                   | Budapesti Operettszínház                            | 2001. szeptember 28. | Böhm György                    | [ 3 ] [ 49 ]            |
| Johnny háborúja                           | Johnny Got His Gun                           | Budapesti Kamaraszínház                             | 2002. október 18.    | Ilan Eldad                     | [ 3 ] [ 50 ]            |
| Kánkán                                    | Can-Can                                      | Budapesti Operettszínház                            | 2002. november 29.   | Böhm György                    | [ 3 ] [ 51 ]            |
| Az Operaház fantomja                      | The Phantom of the Opera                     | Madách Színház                                      | 2003. június 1.      | Szirtes Tamás                  | [ 3 ] [ 52 ]            |
| Anna Frank naplója                        | The Diary of Anne Frank                      | Budapesti Kamaraszínház                             | 2003. október 11.    | Ilan Eldad                     | [ 3 ] [ 53 ]            |
| Rómeó és Júlia                            | Roméo et Juliette                            | Budapesti Operettszínház                            | 2004. január 23.     | Kerényi Miklós Gábor           | [ 3 ] [ 54 ]            |
| A Kúra (Jung a díványon)                  | The Talking Cure                             | Budapesti Kamaraszínház                             | 2004. február 13.    | Valló Péter                    | [ M. 18 ] [ 3 ] [ 55 ]  |
| Helló! Igen?!                             | Hello Again!                                 | Budapesti Operettszínház                            | 2004. április 30.    | Böhm György                    | [ M. 19 ] [ 56 ]        |
| C'est La Vie                              | C'est la vie                                 | Madách Színház                                      | 2004. október 8.     | Hegyi Árpád Jutocsa            | [ 57 ]                  |
| Egy csepp méz                             | A Taste of Honey                             | Budapesti Kamaraszínház                             | 2004. október 16.    | Tordy Géza                     | [ 58 ] [ 59 ]           |
| Idegen kenyéren                           | The Alien Corn                               | Színház- és Filmművészeti Egyetem                   | 2004. október 29.    | Huszti Péter                   | [ 60 ]                  |
| A tüsszentés, a csinovnyik halála         | The Sneeze                                   | Színház- és Filmművészeti Egyetem                   | 2004. október 29.    | Huszti Péter                   | [ 61 ]                  |
| József és a színes szélesvásznú álomkabát | Joseph and the Amazing Technicolor Dreamcoat | Csokonai Nemzeti Színház                            | 2005. április 8.     | Csutka István                  | [ 62 ]                  |
| Producerek                                | The Producers                                | Madách Színház                                      | 2006. június 2.      | Szirtes Tamás                  | [ 63 ] [ 64 ]           |
| Édeskettes hármasban                      | They're Playing Our Song                     | Madách Színház                                      | 2007. április 27.    | Szirtes Tamás                  | [ 3 ] [ 65 ] [ 66 ]     |
| József és a színes szélesvásznú álomkabát | Joseph and the Amazing Technicolor Dreamcoat | Madách Színház                                      | 2008. május 30.      | Szirtes Tamás, Szerednyey Béla | [ 67 ]                  |
| Mi jöhet még?!                            | Anything Goes                                | Ferencvárosi Nyári Játékok                          | 2008. június 20.     | Iglódi István                  | [ M. 20 ] [ 68 ] [ 69 ] |
| József és a színes szélesvásznú álomkabát | Joseph and the Amazing Technicolor Dreamcoat | Sziget Színház                                      | 2008. február        | Pintér Tibor                   | [ 70 ]                  |
| Hello, Dolly!                             | Hello, Dolly!                                | Katona József Színház                               | 2008. december 12.   | Sorin Militaru                 | [ M. 21 ] [ 71 ]        |
| Contact                                   | Contact                                      | Madách Színház                                      | 2009. május 22.      | Szirtes Tamás                  | [ 72 ]                  |
| C'est La Vie                              | C'est la vie                                 | Budapesti Kamaraszínház                             | 2010. február 20.    | Hegyi Árpád Jutocsa            | [ 73 ]                  |
| Mennyei!                                  | Glorious!                                    | Budapesti Kamaraszínház                             | 2011. április 30.    | Balikó Tamás                   | [ 74 ]                  |
| Footloose                                 | Footloose                                    | Hevesi Sándor Színház                               | 2012. február 24.    | Lendvai Zoltán                 | [ 75 ]                  |
| VAMP, a vámpírmusical                     | VAMP - Consumption in Three Acts             | Turay Ida Színház                                   | 2012. szeptember 7.  | Lőrincz Levente                | [ 76 ]                  |
| C'est La Vie                              | C'est la vie                                 | Miskolci Nemzeti Színház                            | 2013. október 3.     | Seres Ildikó                   | [ 77 ]                  |
| ... és már senki sem! (Tíz kicsi néger)   | Ten Little Niggers                           | Játékszín                                           | 2014. február 15.    | Szirtes Tamás                  | [ 78 ]                  |
| Vadregény                                 | Into the Woods                               | Magyar Színház                                      | 2014. április 26.    | Harangi Mária                  | [ 79 ] [ 80 ]           |
| Bepasiztunk                               | Bepasiztunk (dalszövegek)                    | Madách Színház                                      | 2015. november 19.   | Molnár László                  | [ 81 ]                  |
| Virágot Algernonnak                       | Flowers for Algernon                         | Budapesti Operettszínház                            | 2015. november 20.   | Somogyi Szilárd                | [ 82 ] [ 83 ]           |
| Váratlan vendég                           | The Unexpected Guest                         | Madách Színház                                      | 2016. január 30.     | Szente Vajk                    | [ M. 22 ] [ 84 ]        |
| Hello, Dolly!                             | Hello, Dolly!                                | Szigligeti Színház                                  | 2016. március 4.     | Szente Vajk                    | [ 85 ]                  |
| Édeskettes hármasban                      | They're Playing Our Song                     | Miskolci Nemzeti Színház                            | 2016. április 8.     | Seres Ildikó                   | [ 86 ]                  |
| Shrek – a musical                         | Shrek                                        | Zikkurat Színpadi Ügynökség                         | 2016. május 29.      | Szente Vajk                    | [ M. 23 ] [ 87 ]        |
| Ben Hur                                   | Ben Hur                                      | Madách Színház                                      | 2017. február 11.    | Szente Vajk                    | [ M. 24 ] [ 88 ]        |
| ... és már senki sem! (Tíz kicsi néger)   | Ten Little Niggers                           | Hevesi Sándor Színház                               | 2017. március 31.    | Sztarenki Pál                  | [ 89 ]                  |
| A sevillai borbély                        | Il barbiere di Sivigli                       | Szentendrei Teátrum                                 | 2017. július 29.     | Kerényi Miklós Gábor           | [ 90 ]                  |
| Sherlock Holmes - A sátán kutyája         | Baskerville                                  | Móricz Zsigmond Színház                             | 2017. szeptember 9.  | Szente Vajk                    | [ M. 25 ] [ 91 ]        |
| Apáca Show                                | Sister Act                                   | Budapesti Operettszínház Szegedi Szabadtéri Játékok | 2018. augusztus 10.  | Szente Vajk                    | [ 92 ]                  |
| Apáca Show                                | Sister Act                                   | Budapesti Operettszínház                            | 2018. szeptember 8.  | Szente Vajk                    | [ 93 ]                  |
| Titanic                                   | Titanic                                      | Szegedi Szabadtéri Játékok                          | 2019. augusztus 9.   | Somogyi Szilárd                | [ M. 26 ] [ 94 ]        |
| 9-től 5-ig                                | 9 to 5                                       | Móricz Zsigmond Színház                             | 2019. december 7.    | Szente Vajk                    | [ M. 27 ] [ 95 ]        |
| Simona néni                               | Simona néni                                  | Magyar Állami Operaház                              | 2020                 |                                | [ 96 ]                  |
| A cremonai hegedűs                        | A cremonai hegedűs                           | Magyar Állami Operaház                              | 2020                 |                                | [ 96 ]                  |
| 9-től 5-ig                                | 9 to 5                                       | József Attila Színház                               | 2020. szeptember 19. | Szente Vajk                    | [ M. 28 ] [ 97 ]        |
| Valami bűzlik                             | Something Rotten                             | József Attila Színház                               | 2021. szeptember 18. | Szente Vajk                    | [ M. 29 ] [ 98 ]        |

### Szerepei

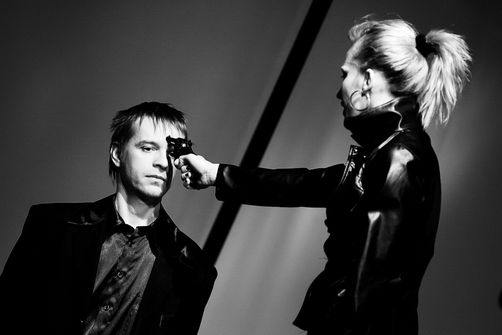
Pásztor Annával a MonoPorNO című darabban

| Darab                                                  | Szerep                             | Színház                                    | Bemutató             | Rendező             | Forrás  |
| ------------------------------------------------------ | ---------------------------------- | ------------------------------------------ | -------------------- | ------------------- | ------- |
| Mario és a varázsló                                    | Szótlan illető                     | Hevesi Sándor Színház                      | 1989. február 13.    | Merő Béla           | [ 99 ]  |
| A piros esernyő                                        | Tapsi                              | Hevesi Sándor Színház                      | 1989. szeptember 7.  | Tömöry Péter        | [ 100 ] |
| A Kopasz és a lágerkurva avagy A munka köztársasága    | Gyimka                             | Hevesi Sándor Színház                      | 1989.november 20.    | Tömöry Péter        | [ 101 ] |
| Kőszegők                                               | Kézműves                           | Kőszegi Várszínház                         | 1990. szeptember 26. | Merő Béla           | [ 102 ] |
| Szép Heléna                                            | ?                                  | Ódry Színpad                               | 1991. szeptember 27. | Iglódi István       | [ 103 ] |
| A nyugati világ bajnoka                                | ?                                  | Ódry Színpad                               | 1991. december 13.   | Tasnádi Csaba       | [ 104 ] |
| Gyalogszerrel                                          | Tanító (szerepkettőzés)            | Ódry Színpad                               | 1992. november 1.    | Csiszár Imre        | [ 105 ] |
| Fiatalság - bolondság                                  | Pincér/ Kadét/ Jassz               | Ódry Színpad                               | 1993. április 2.     | Hegyi Árpád Jutocsa | [ 106 ] |
| Danton halála                                          | Hermann/ Első katona/ Fiatalember  | Katona József Színház                      | 1993. november 12.   | Hargitai Iván       | [ 107 ] |
| Veronai fiúk                                           | Thurio                             | Színház- és Filmművészeti Főiskola         | 1993. december 17.   | Vámos László        | [ 108 ] |
| A szentek kútja                                        | Fiú                                | Ódry Színpad                               | 1994. május 8.       | Hargitai Iván       | [ 109 ] |
| Octopus, avagy Szent György és a sárkány históriája    | Bardanes                           | Ódry Színpad                               | 1994. május 12.      | Zsámbéki Gábor      | [ 110 ] |
| Julius Caesar                                          | Clitus                             | Katona József Színház                      | 1994. február 11.    | Zsámbéki Gábor      | [ 111 ] |
| Ma este improvizálunk                                  | ?                                  | Katona József Színház                      | 1994. április 21.    | Ascher Tamás        | [ 112 ] |
| A sárkány feje                                         | Bazsalikom herceg és a Vak kutyája | Csiky Gergely Színház                      | 1995. október 19.    | Babarczy László     | [ 113 ] |
| Tom Paine                                              | ?                                  | Csiky Gergely Színház                      | 1996. június 11.     | Mohácsi János       | [ 114 ] |
| Bánk bán '96                                           | ?                                  | Budapesti Kamaraszínház                    | 1996. október 16.    | Ruszt József        | [ 115 ] |
| III. Richard                                           | ?                                  | Budapesti Kamaraszínház                    | 1997. október 18.    | Ruszt József        | [ 116 ] |
| Mégis, kinek az élete?                                 | John, kórházi szolga               | Ruttkai Éva Színház                        | 1997. november 29.   | Nagy Miklós         | [ 117 ] |
| Kazohinia                                              | Hin férfi, Zeremble                | Petőfi Csarnok                             | 1998. február 24.    | Péntek Csilla       | [ 118 ] |
| Romeo és Júlia                                         | Baltazár, Romeo legénye            | Budapesti Kamaraszínház                    | 1998. május 6.       | Ruszt József        | [ 119 ] |
| Az öreg hölgy látogatása                               | 1. polgár / Festő                  | Budapesti Kamaraszínház                    | 1998. szeptember 27. | Rozgonyi Ádám       | [ 120 ] |
| Petit Mal - Egy nő odüsszeiája 20 epizódban elbeszélve | ?                                  | Városi Színház                             | 2003. november 21.   | Halász Péter        | [ 121 ] |
| Átkozott tehenek                                       | ?                                  | Suda Balázs Róbert társulata (RS9 Színház) | 2004. február 27.    | Suda Balázs Róbert  | [ 122 ] |
| Covershow                                              | Andy Warhol                        | Belvárosi Színház                          | 2004. február 27.    | Suda Balázs Róbert  | [ 14 ]  |
| Monoporno, avagy Julie                                 | Jean                               | RS9 Színház                                | 2004. február 27.    | Suda Balázs Róbert  | [ 123 ] |

## Díjai, kitüntetései
- Magyar Ezüst Érdemkereszt (2023)[124]